# نیکلاس هوپر
نیکلاس هوپر (انگلیسی: Nicholas Hooper؛ زادهٔ ۱۹۵۲) یک آهنگساز فیلم و تلویزیون اهل بریتانیا است.

## بخشی از فیلم‌شناسی
- ورودی چمن‌زار (۱۹۸۵)
- جاده پیش رو (۱۹۸۸)
- Wildabout (۱۹۸۹)
- سری نشنال جئوگرافیک (۱۹۹۱)
- همسر ویور (۱۹۹۱)
- خوب به نظر میرسه (۱۹۹۲)
- مسافر زمان (۱۹۹۳)
- مشت (۱۹۹۶)
- سرزمین ببر(مستند) (۱۹۹۷)
- The Tichborne Claimant (1998)
- فیل های رودخانه سند (۱۹۹۹)
- آند به آمازون (۲۰۰۰)
- تایمز بی انتها (۲۰۰۰ - ۲۰۰۱)
- راه و رسم زندگی ما (۲۰۰۱)
- راز (۲۰۰۲)
- قلب من (۲۰۰۲)
- آینده وحشی است (۲۰۰۳)
- دوست داشتن تو (۲۰۰۳)
- DV8: The Cost of Living (2003)
- وضعیت فعلی (۲۰۰۳ مجموعهٔ تلویزیونی)
- هری پاتر و محفل ققنوس (۲۰۰۷)
- انیشتین و ادینگتون (۲۰۰۸)
- هری پاتر و شاهزاده دورگه (۲۰۰۹)
- عید (۲۰۰۹)
- بله ویرجینیا (۲۰۰۹)